# 紀元前504年
紀元前504年（きげんぜんごひゃくよんねん）は、西暦（ローマ暦）による年。
当時、古代ローマにおいては、「ポプリコラとトリキピティヌスが共和政ローマ執政官に就任した年」として知られていた。紀元前1世紀の共和政ローマ末期以降においてはローマ建国紀元250年とされた。紀年法として西暦（キリスト紀元）がヨーロッパで広く普及した中世時代初期以降、この年は紀元前504年と表記されるのが一般的となった。

## 他の紀年法
- 干支 : 丁酉
- 日本
  - 皇紀157年
  - 懿徳天皇7年
- 中国
  - 周 - 敬王16年
  - 魯 - 定公6年
  - 斉 - 景公44年
  - 晋 - 定公8年
  - 秦 - 哀公33年
  - 楚 - 昭王12年
  - 宋 - 景公13年
  - 衛 - 霊公31年
  - 陳 - 懐公2年
  - 蔡 - 昭侯15年
  - 曹 - 靖公2年
  - 鄭 - 献公10年
  - 燕 - 簡公元年
  - 呉 - 闔閭11年
- 朝鮮
  - 檀紀1830年
- ベトナム :
- 仏滅紀元 : 41年
- ユダヤ暦 : 3257年 - 3258年

## できごと

### 共和政ローマ
- 紀元前505年に始まったローマとサビニ族との戦争が終わる。

### 中国
- 鄭の游遫が軍を率いて許を滅ぼした。
- 魯が鄭に侵入して、匡を奪った。
- 魯の季孫斯（季桓子）が晋に赴き、鄭の捕虜を献じた。
- 呉の太子の終纍が楚の水軍を撃破した。
- 周の儋翩が王子朝の残党を率いて成周で乱を起こそうとした。
- 晋が宋の楽祁を抑留した。
- 魯の陽虎が定公や三桓氏と周社で盟約した。